# Gynoxys colanensis
Espèce
Statut de conservation UICN

 VU D2 : Vulnérable
Gynoxys colanensis est une espèce de plantes à fleurs de la famille des Asteraceae.

## Publication originale
- Brittonia 40(2): 221. 1988.